# Media Control Charts
Media Control Charts su sve tjedne top ljestvice u Njemačkoj koje izdaje Media Control. Osim top 100 singlova i albuma izdaju se ljestvice koje su vezane za pojedini glazbeni žanr.

## Povijest i razvoj
Top ljestvice su u Njemačkoj uvedene krajem 1953. godine, u isto vrijeme kad se iz SAD-a uvezlo Jukebox. Časopis Der Automatenmarkt svakog je mjeseca izdavao popis najomiljenijih šlagera. Prvi broj jedan singl iz tog izdanja bila je pjesma "Es hängt ein Pferdehalfter an der Wand" nizozemskog sastava Kilima Hawaiians.
Sljedećih godina se samo Der Automatenmarkt bavio zabilježavavanjem uspjeha nekog singla, ljestvica je sadržavala najboljih 30 pjesama. Tek se u lipnju 1959. godine neka druga institucija počela baviti zabilježavavanjem uspjeha pjesama, to je bio Musikmarkt. Musikmarkt je također izdao ljestvice svakog mjeseca, no za razliku od prijašnje, u ovoj ljestvici se ubrajala prodaja ploča i "radio airplay", što ju je činio kvalitetnijom od Automatenmarktove ljestvice.

## Vanjske poveznice
- Službena web stranica  Arhivirana inačica izvorne stranice od 26. srpnja 2010. (Wayback Machine)
- Arhiva - od 2007. godine (engl.)